# 川勝広継
川勝 広継（かわかつ ひろつぐ）は、戦国時代の丹波国の武将。光照（みつてる）とも称した。本姓は秦氏で、秦河勝の後裔とされる。

## 生涯
丹波国の武将・下田広氏の子として誕生。家伝によれば、下田美作守広氏は秦河勝（広隆）より32代目の嫡流とされる。
川勝氏（下田氏）は丹波国桑田郡・船井郡内を知行し、室町幕府に仕えた。広継は桑田郡今宮に住み、12代将軍足利義晴、13代将軍足利義輝に仕えた。また、広継のとき川勝氏を称した。別説として『寛政重修諸家譜』には「下田を称し、後また川勝に復すといふ」とある。
後に北桑田郡美山町の市場村を支配して、京都北方に勢力を拡大するようになった。美山町静原の島城を本城とし、八木の守護代内藤氏、京北の宇津氏、篠山の波多野氏など、丹波国の勢力と対峙した。また、広継は菩提寺として桑田郡今宮に光照寺を建立した。没年不詳。